# Pitshane Molopo
Pitshane Molopo è un villaggio del Botswana situato nel distretto Meridionale, sottodistretto di Barolong. Il villaggio, secondo il censimento del 2011, conta 1.945 abitanti.

## Località
Nel territorio del villaggio sono presenti le seguenti 8 località:
- Dikgatlhong di 6 abitanti,
- Leitlho la Tau di 18 abitanti,
- Majwaneng di 18 abitanti,
- Makhujang di 3 abitanti,
- Mogobe wa Dikgama,
- Moretlhwane di 38 abitanti,
- Phiring,
- Thuologwane